# 关龙逢

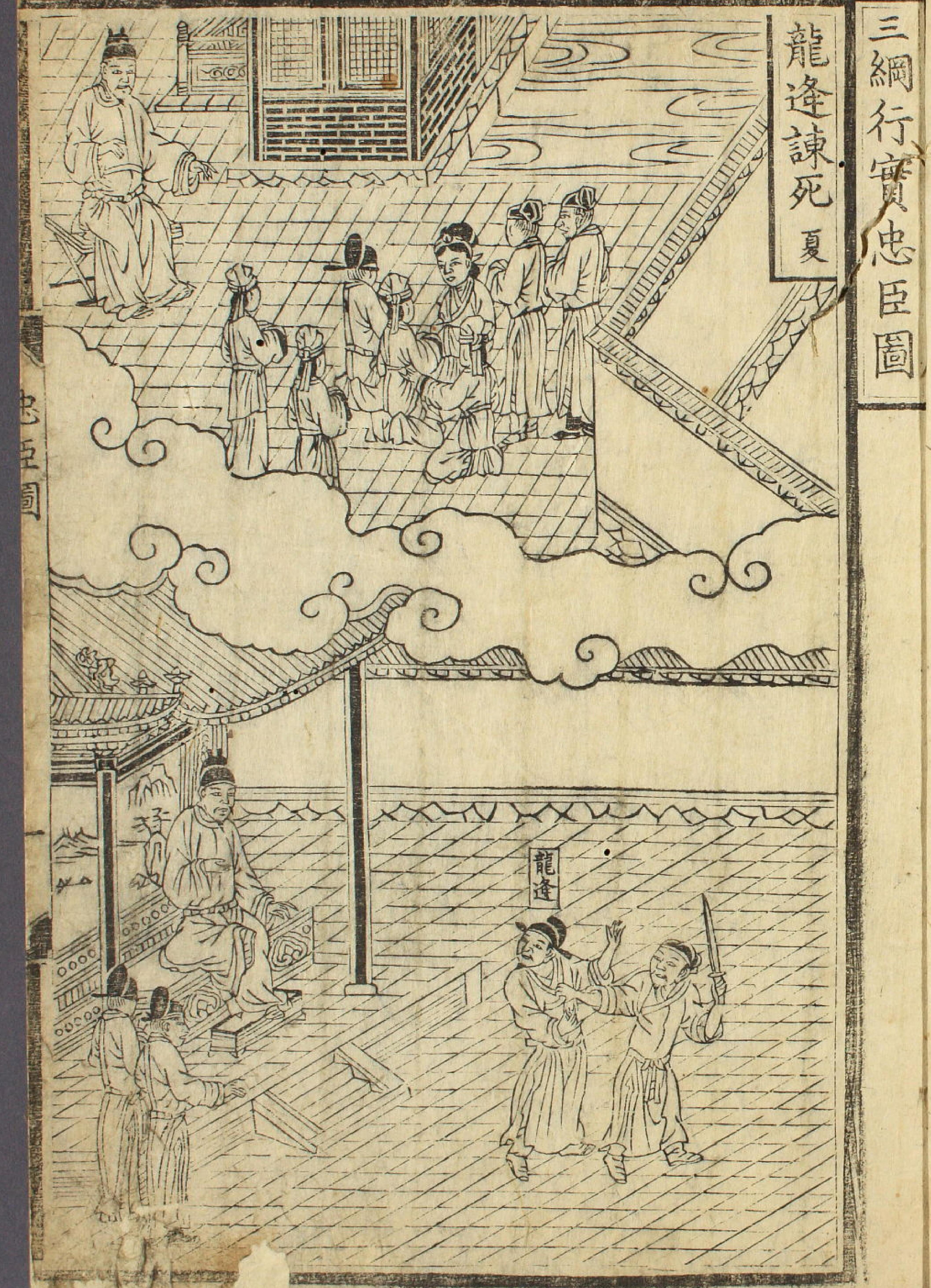
龍逄諫死

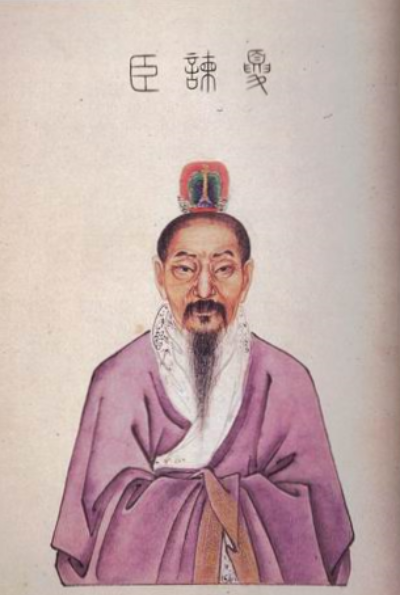
夏諫臣（關龍逢）像（取自清乾隆年間《歷代名臣像解》）

关龙逢（?—?），又作關龍逄、豢龍逢，中国夏朝时期人物，豢龍氏後裔。夏桀时期的大臣，因直言極諫而被殺。與商朝末年，因進言被纣王所杀的比干，常作為忠臣的并称。
史書記載，夏桀通宵达旦饮酒作乐，昏庸暴虐，不理會朝政，关龙逢常常進奉黄图（一種記地理、宮殿的地圖），以天下形勢危殆作為劝谏，站立而不离去。夏桀憤怒，焚烧黄图，最後以妖言惑众之名，将关龙逢處死。
另说，夏桀在瑶台作炮烙之柱，关龙逢劝谏甚嚴，夏桀怒而將之炮烙致死。關龍逢後裔，因逃難避居山東曲阜闕里，乃以地名為氏，後繁衍於下邳，遂以此為郡望，再往中國南方各處拓展居住。以闕为姓。